# Rio Estrela
O rio Estrela é um rio brasileiro que banha o estado do Rio de Janeiro.
Do encontro do Rio Inhomirim e seu afluente Rio Saracuruna, surge o Rio Estrela até sua desembocadura na Baía de Guanabara. O Rio Estrela é usado como limite intermunicipal entre os municípios de Duque de Caxias e Magé.
O rio é salobro, com manguezais e áreas inundadas.
No passado o Rio Estrela já foi usado como uma importante via de transporte fluvial. Em sua margem existiu o Porto da Estrela que foi elevado à categoria de município, em 20 de julho de 1846, com o nome de Vila da Estrela. serviu como escoadouro da produção de aurífera obtida em Minas Gerais, e regiões próximas, quando da criação da variante do Caminho do Proença foi criada como substituta do Caminho Novo, encurtando distância e reduzindo o tempo de percurso. O povoado tornou-se, desta forma, um dos principais e mais ativos portos do território brasileiro. Por seu porto passavam mercadorias provenientes do interior ou destinadas a ele.
Com a mudança dos meios de transporte, do meio fluvial para o ferroviário, o porto entrou em declínio. Dessa forma o município foi extinto, em 08 de maio de 1892, e o Rio Estrela teve seu transporte fluvial bastante diminuído.